# Alina álma
Alina álma egy 2005-ben bemutatott német családi kalandfilm Brigitta Dresewski rendezésésben.

## Történet
Alina minden szabadidejét a Terjung-tanyán tölti, ahol a lovakat gondozza. A lány jól lovagol, de ahhoz, hogy sikeres versenyző legyen, saját ló kellene, ez pedig elérhetetlen álom számára. A gazdag Jennifer viszont szüleitől egy vagyont érő lovat kap, ám egyáltalán nem bánik jól Silveradóval. Ez nagyon bántja Alinát, aki rögtön megszereti az állatot. Amikor az istállóban tűz üt ki, a ló pedig sokkot kap. Amikor Silverado meggyógyul, Jennifer meg akar szabadulni tőle, és apjától egy másik lovat követel.

## Leadott
- Marett Katalin Klahn: Alina
- Jana Flötotto: Jennifer
- Tim Kristopher Hausmann: Patrick
- Andrea Kutsch: Pferdeflüsterin Andrea Kutsch
- Jeannine Burch: Stefanie Delius
- Matthias Bullach: Ludger von Heeren
- Isabella Grote: Claire Terjung
- Neithardt Riedel: Klaus Lüttkenhues
- Jan Hendrik Heinzmann: Joris
- Katrin Oesteroth: Nicole
- Jan Ellerbracke: Mücke (Szúnyog)
- Nico Hollenbeck: Floh (Bolha)
- Patrick Möller: Lukas

## Más címe
- német címe: Alinas Traum 90 min. D 2005[1]
- francia címe: Un amour de cheval; TV France: 31. Oktober 2007[2]
- orosz címe: Мечта Алины[3]
- cseh címe: Alinin sen[4]
- magyar címe: Alina álma[5]